# انتخابات ریاست‌جمهوری ایالات متحده آمریکا (۱۹۳۲)
انتخابات ریاست‌جمهوری آمریکا در سال ۱۹۳۲ (به انگلیسی: 1932 United States presidential election) سی و هفتمین انتخابات چهار سالهٔ ریاست جمهوری ایالات متحده بود که در روز ۸ نوامبر ۱۹۳۲ برگزار شد. فرانکلین روزولت، نامزد حزب دموکرات، برای نخستین بار به مقام ریاست جمهوری رسید و جان نانس گارنر هم معاون رئیس‌جمهور شد.